# Peramphithoe mea
Peramphithoe mea är en kräftdjursart som först beskrevs av Gurjanova 1938.  Peramphithoe mea ingår i släktet Peramphithoe och familjen Ampithoidae. Inga underarter finns listade i Catalogue of Life.